# 1979년 칸 영화제
제32회 칸 영화제는 1979년 5월 10일부터 1979년 5월 24일까지 열린 영화제이다. 프랑스 칸에서 개최되었다.

## 수상

### 황금종려상
- 양철북 - 폴커 슐렌도르프 수상
- 지옥의 묵시록 - 프란시스 포드 코폴라 수상
- 천국의 나날들 - 테렌스 맬릭

### 심사위원대상
- 시베리에이드 - 안드레이 콘찰로프스키 수상

### 감독상
- 천국의 나날들 - 테렌스 멜릭 수상

### 여우주연상
- 노마 레이 - 샐리 필드 수상

### 남우주연상
- 차이나 신드롬 - 잭 레먼 수상